# Baula (Ambelau)

Karte der Insel Buru mit Ambelau im Südosten

Der Baula (indonesisch Gunung Baula) ist mit 608 m der höchste Berg der indonesischen Insel Ambelau. Der Berg liegt im südlichen Zentrum der Insel. Internetquellen geben ihm allerdings nur 252 m.